# Das A-Team
Das A-Team (Originaltitel: The A-Team) ist eine Actionserie aus den Vereinigten Staaten von Stephen J. Cannell und Frank Lupo. Sie wurde von 1983 bis 1987 produziert und gehört zu den erfolgreichsten amerikanischen Fernsehsendungen dieses Zeitraums.
Die Fernsehserie handelt von einer Gruppe ehemaliger Soldaten, die Menschen in Notlagen hilft – dabei aber selbst von der Militärpolizei gejagt wird.

## Handlung

A-Team logo

### Konzept
Im Mittelpunkt der Serie stehen vier ehemalige Soldaten: Sergeant Bosco „B. A.“ Baracus, Captain H. M. (Howling Mad) Murdock, Lieutenant Templeton „Face“ Peck und Colonel John „Hannibal“ Smith. Sie werden fälschlich eines während des Vietnamkrieges verübten Verbrechens beschuldigt und befinden sich seitdem auf der Flucht vor der Militärpolizei. Im Stil Robin Hoods helfen sie Menschen, die in Not geraten sind und vom Gesetz im Stich gelassen wurden.

“Ten years ago [In 1972], a crack commando unit was sent to prison by a military court for a crime they didn’t commit. These men promptly escaped from a maximum-security stockade to the Los Angeles underground. Today, still wanted by the government, they survive as soldiers of fortune. If you have a problem, if no one else can help, and if you can find them, maybe you can hire the A-Team.”

„Vor einigen Jahren wurden vier Männer einer militärischen Spezialeinheit wegen eines Verbrechens verurteilt, das sie nicht begangen hatten. Sie brachen aus dem Gefängnis aus und tauchten in Los Angeles unter. Seitdem werden sie von der Militärpolizei gejagt, aber sie helfen anderen, die in Not sind. Sie wollen nicht so ganz ernst genommen werden, aber ihre Gegner müssen sie ernst nehmen. Also wenn Sie mal ein Problem haben und nicht mehr weiter wissen, suchen Sie doch das A-Team!“

In der Serie werden verschiedene Archetypen des American Way of Life dargestellt: Die Mitglieder des A-Teams sind Kriegsveteranen, die zwar mittlerweile von der Armee verfolgt werden, aber immer noch die beim Militär erwünschten Werte wie Loyalität und Teamfähigkeit verkörpern. Gerät die Gruppe in scheinbar ausweglose Situationen, findet sie trotz ungünstiger Voraussetzungen doch eine Lösung, indem sie wie die alten Pioniere improvisieren. Zwar sind die Mitglieder des A-Teams Gesetzlose, helfen aber dennoch den Unterdrückten.

### Episodenschema
Im Zentrum der Handlung stehen die Aufträge des A-Teams. Einfache Menschen, die von Kriminellen bedrängt werden und denen zumeist die Polizei nicht helfen kann oder will, bitten das A-Team um Unterstützung. Auch wenn das A-Team dann Selbstjustiz ausübt, wird dies durch die Serie nicht in Frage gestellt, da die Umstände moralisch immer zugunsten der Klienten sprechen und daher die Vorgangsweise des A-Teams legitimieren. Das A-Team lässt sich zwar manchmal für seine Hilfe bezahlen, es entspricht aber nicht der typischen Vorstellung einer Söldnergruppe, da es vor allem bei mittellosen Klienten auf eine Entlohnung verzichtet oder nur einen Kostenbeitrag für seine Aufwendungen verlangt. Oft profitiert der Auftraggeber des A-Teams dermaßen von ihrem Eingreifen, dass dieser das Honorar des A-Teams nun problemlos wirtschaftlich stemmen kann.
Die 45-minütigen Episoden laufen meistens nach einem festen Muster ab. Zunächst werden die zukünftigen Klienten sowie deren Peiniger eingeführt. Bei den Klienten des A-Teams handelt es sich z. B. oft um Kleinunternehmer oder Angestellte mit einem eher geringen Einkommen. Charakteristisch ist das Missverhältnis der zur Verfügung stehenden Mittel zwischen den Opfern und deren kriminellen Peinigern. Die Gegner des A-Teams sind oft rücksichtslose und solvente Mitbewerber der Auftraggeber. Oft stehen aber auch große Konzerne, Polizisten oder andere einflussreiche Kriminelle dem A-Team gegenüber. Zwischen dem A-Team und ihren Antagonisten kommt es anfangs zu Scharmützeln und Verfolgungsjagden. Nach kleineren Erfolgen des Teams, das allzu oft auf unvorbereitete und sehr selbstzufriedene Gegner trifft, gerät es schließlich in eine schwierige Lage. Jedoch kann es sich zu guter Letzt stets durch einen genialen Plan, der zumeist die Konstruktion behelfsmäßiger Waffen, wie z. B. eines gepanzerten Schulbusses (Pilotfilm), beinhaltet, daraus befreien. Das Finale einer jeden Folge besteht aus Schießereien und aus Kämpfen mit den Gegnern, wobei das A-Team stets die Oberhand erlangt.
Mehrere wiederkehrende Elemente der Serie werden als Handlungsfüller und als Running Gags genutzt. Die Kontaktaufnahme mit den Klienten übernimmt Hannibal in ungewöhnlicher Verkleidung, Ausrüstung wird von Face durch einen Betrug besorgt, Murdock hat ständig wechselnde Wahnvorstellungen und B. A. leidet unter panischer Flugangst. Die Charaktere der Hauptfiguren sind sehr unterschiedlich. Dies führt regelmäßig zu Spannungen innerhalb des Teams. Als weiterer Protagonist tritt in vielen Folgen die US-Militärpolizei in Erscheinung, die das A-Team zwar gelegentlich kurzzeitig gefangen nehmen, aber letztlich dessen Flucht nicht verhindern kann. Außerdem wird in vielen Episoden eine musikalisch unterlegte Sequenz verwendet, die die Konstruktion der Waffen, der Fahrzeuge oder die Vorbereitung des Showdowns zeigt und diesen damit auch dramaturgisch eröffnet.
Zum Teil weicht die fünfte Staffel der Serie von dem beschriebenen Schema ab: Das A-Team wird nämlich gefasst und muss daher für die Regierung Aufträge ausführen, um rehabilitiert werden zu können.

### Gewalt in der Serie
Obwohl Gewalt ein Element der Serie ist, werden die Auswirkungen von körperlicher Gewalt und Waffengewalt wie bei vielen amerikanischen Actionserien der 1980er verharmlost bzw. unrealistisch dargestellt. So führen z. B. schwere Schläge ins Gesicht, das Werfen von Personen gegen Wände oder Überschläge eines Pkw in der Fernsehserie nie zu ernsthaften Verletzungen. Es wird insbesondere bei den spektakulären Überschlägen von gegnerischen Fahrzeugen grundsätzlich immer gezeigt, dass sich alle Insassen selbstständig auch aus den katastrophal zerstörten Fahrzeugen befreien können. Binnen weniger Augenblicke erholen sich diese Figuren von den Folgen der Gewalteinwirkung und sind grundsätzlich unverletzt. Das wird bis ins Groteske überzeichnet, so dass selbst bei einer Hochgeschwindigkeitshubschrauberverfolgung, bei der die Verfolger ihren Hubschrauber gegen eine Felswand steuern und der Hubschrauber, der zudem zusätzliche hochexplosive Raketen trägt, dabei spektakulär exlodiert, alle Insassen des explodierten Hubschraubers völlig unverletzt aus den am Fuße der Felswand zur Ruhe gekommenen Trümmern heraussteigen.
In der Serie kommt es trotz unzähliger Schlägereien und massenhaftem Schusswaffeneinsatz sowie dem Einsatz von Sprengstoffen nie zu direkten Toten als Resultat dieser Gewalttaten und nur selten zu Verletzten, die dann aber fast immer Mitglieder des A-Teams bzw. ihre Auftraggeber sind. Trotz des exzessiven Einsatzes von Schusswaffen, häufig sogar von Sturmgewehren, Maschinengewehren oder Granatwerfern, wird nie eine Person von einer Kugel, Querschlägern oder Splittern getroffen. Fahrende Pkw werden durch Schusswaffengebrauch unschädlich gemacht. Stehende Pkw werden in der Serie ebenso wie Einrichtungsgegenstände aus Holz als wirkungsvolle Deckung gegen Geschosse dargestellt. Trotz zahlreicher wüster Schießereien kommt es praktisch nie zu Kollateralschäden an Menschenleben von unbeteiligten Personen. Das Schießen mit Sturmgewehren aus fahrenden Autos ist wiederkehrendes Muster der Serie. Dabei wird niemals irgendetwas oder irgendwer entlang der Straße getroffen, egal wie dicht der Verkehr ist, außer hin und wieder der Motor des Verfolgers, der dann immer spektakulär explodiert, und manchmal auch nur seine Reifen. Selbst in engsten Häuserschluchten schlagen nirgendwo die Kugeln ein.
Außerdem ist nur sehr selten fließendes Blut in der Serie zu sehen und die Gegner bekommen schlimmstenfalls Kratzer ab, meistens nur Schmutz, unabhängig davon, welche Explosion und welchen Crash sie gerade überlebt haben.

### Vorwurf des Sexismus
Die Serie wurde gelegentlich als sexistisch kritisiert. Diese Kritik stützte sich hauptsächlich darauf, dass weibliche Charaktere entweder nur dazu dienten, eine Episode zu eröffnen und die Handlung zu exponieren, oder diese nur als Subjekt der Begierde des Charakters Face dargestellt wurden.
Den einzigen beiden weiblichen Mitgliedern der Hauptbesetzung, Melinda Culea (in der Rolle der „Amy Allen“) und Marla Heasley (in der Rolle der „Tawnia Baker“), war kein langer Verbleib in der Serie vergönnt, obwohl beide Schauspielerinnen und ihre Charaktere von den Serienproduzenten engagiert worden waren, gerade um die Sexismusvorwürfe zu entkräften und die ansonsten rein männliche Besetzung zu relativieren. Die Figur „Amy Allen“ ist in der ersten Staffel noch ein fester Bestandteil des Teams und agiert mitunter auch eigenständig in dessen Sinne. Beispielsweise bedroht sie bewaffnet die Mitarbeiter einer Flugleitung, welche das A-Team über dem Meer abstürzen lassen will. Der Schauspielerin Melinda Culea wurde im Laufe der zweiten Staffel gekündigt, nachdem sie mehr Dialoge und Actionszenen für ihren Charakter Amy forderte. Marla Heasley als „Tawnia Baker“ wurde daraufhin als Ersatz verpflichtet und sollte eine sanftere, verführerischere Komponente in die Stammbesetzung bringen. Allerdings wurde auch sie zu Beginn der dritten Staffel wieder aus der Serie geschrieben, da die Produzenten nunmehr zu der Ansicht gelangt waren, man brauche doch keinen weiblichen Charakter in der Stammbesetzung. In der Serie treten beide Frauen als sexy Verführerinnen von untergeordneten Gegnern oder hübsche minirocktragende Begleiterinnen an der Seite des Hochstaplers und Frauenhelden Face auf. „Tawnia Baker“ hat von Anfang an nur rein dekorativen Charakter und handelt nicht wie „Amy Allen“ auch selbstständig, bzw. wird nie als zum A-Team gehörend bezeichnet. Als sie zusammen mit dem A-Team kurzzeitig verhaftet wird, bekommt sie als einzige keine Handschellen angelegt. Sie wird auch dadurch als nicht zum Team gehörend gekennzeichnet und als harmlose Requisite abgetan. „Tawnia Baker“ ist grundsätzlich sexy gekleidet und trägt fast immer Miniröcke, egal ob das zu Situation passt oder nicht. Mit der Handlung hat sie praktisch nichts zu tun. Als sie nach nur wenigen Episoden zu Beginn der dritten Staffel wieder verschwindet, übernehmen nun episodenbezogene attraktive weibliche Nebendarstellerinnen den Job als weiblichen Blickfang. Diese werden nur selten in die Handlung eingebunden und handeln niemals selbstständig.
Die Schauspielerin Marla Heasley erinnerte sich in der englischen Dokumentation Bring Back The A-Team, dass auf dem Set zwar kein offener Sexismus herrschte, aber doch gleichwohl stets die Auffassung spürbar war, die weiblichen Charaktere seien für die Serie entbehrlich. Der Hauptdarsteller George Peppard (Hannibal) habe sie angeblich sogar einmal zur Seite genommen und ihr erklärt, dass „keiner sie auf dem Set haben wolle“ und sie nur deshalb anwesend sei, weil die Produzenten und der ausstrahlende Sender auf sie bestünden. Dies habe er ihr sowohl zu Beginn ihres Engagements im Rahmen der Serie gesagt als auch dann, als sie aus der Serie wieder ausscheiden musste. Der Schauspieler Dirk Benedict (Face) hat ebenfalls in besagter Fernsehdokumentation bestätigt, dass es sich um eine „Männer-Show“ gehandelt habe und sich „jeder Kerl am Set auch wie einer benommen habe“.

### Handlung und Konzept ab Staffel 5
Um den sinkenden Quoten entgegenzuwirken, wurde das Konzept der Serie ab der 5. Staffel geändert. Dazu gehörte ein optisch sowie akustisch geänderter Vorspann: Neben dem Entfall der bekannten Textpassage wurde der Vorspann hauptsächlich aus Szenen der 4. und 5. Staffel sowie einer leicht geänderten Titelmelodie zusammengesetzt.
Wie in vielen anderen Serien zu dieser Zeit auch wurde versucht, mit neu eingeführten Charakteren die Serie zu beleben. Der zwielichtige General Hunt Stockwell als inoffizieller Auftraggeber des A-Teams, sowie Frankie Santana, ein Special-Effects-Experte, der als 5. Mann das A-Team fortan verstärkte, konnten dabei aber nicht überzeugen. Stockwell agiert eher wie einer der Hintermänner krimineller Aktionen, welche das A-Team in den vorherigen Folgen bekämpfte. Frankie Santana hingegen hintergeht schon bei seinem ersten Auftreten das A-Team und wird nie ein gleichberechtigtes Mitglied des Teams. Er wird nur gezwungenermaßen akzeptiert, wildert im Fachbereich der vier Protagonisten mit ihren Fähigkeiten und wirkt fast immer überflüssig und deplatziert. Als jüngere Version von Face übernimmt er die Rolle als Verführer und Frauenschwarm, wobei reichlich Latino-Vorurteile bedient werden. Mit seinen Spezialeffekten ersetzt er BAs handwerkliches Fähigkeiten, die vorher ein bestimmender Teil der Serie waren. BAs Fähigkeiten aus Schrott wieder funktionsfähige Fahrzeuge oder Waffen zu bauen werden nicht mehr gebraucht und BA wird zum Schläger degradiert.
Anstatt der bisherigen Aufträge in den eher ländlichen Gegenden der Vereinigten Staaten agierte das A-Team nun zunehmend global, insbesondere aber auch in amerikanischen Interessengebieten des Kalten Krieges.
Diese Änderungen bewirkten aber eher einen gegenteiligen Zuschauer-Zuspruch, wodurch die Serie bereits nach der 13. Folge der 5. Staffel eingestellt wurde. Mit der Neugestaltung verlor die Serie ihren Charme. Galt es vorher zumeist nur Arbeitern, Farmern und anderen normalen Bürgern gegen skrupellose Geschäftsmänner oder Mafiosi beizustehen und sie zu retten, ging es plötzlich darum, den Kalten Krieg zu gewinnen oder gegen Terroristen anzutreten.

## Figuren
Das eigentliche A-Team besteht nur aus drei Männern: Bosco Baracus, Templeton Peck und John Smith. Diese bildeten während des Krieges eine erfolgreiche Spezialeinheit (ein A-Team), sind nun aber gesuchte Verbrecher. Viertes Mitglied der Gruppe ist ihr ehemaliger Hubschrauberpilot in Vietnam, H. M. Murdock, der nicht verfolgt wird, da er als unzurechnungsfähig gilt und in der Psychiatrie verwahrt wird. In nicht wenigen Folgen muss er erst von dort durch das A-Team befreit werden. Alle vier treten durchgehend in allen fünf Staffeln auf. Die Figuren haben jeweils eine eindeutige Funktion innerhalb der Gruppe und unterscheiden sich durch ihr prägnantes Äußeres sowie durch ihr Verhalten.
Zu diesen vier Protagonisten kommen weitere Nebenfiguren hinzu. Diese wurden zum Teil als Hauptfiguren im Vorspann geführt, waren aber jeweils nur für relativ wenige Episoden zu sehen. Dabei handelt es sich um die beiden weiblichen Figuren, die das A-Team während der ersten beiden Staffeln begleiteten; die neuen Figuren der fünften Staffel, die (ohne Erfolg) eine Steigerung der Quoten bewirken sollten; und schließlich die verschiedenen Anführer der Militärpolizei, die das A-Team jagten.
|            |                      |                      |                      |                      |                      |                      |                      |                      |                      |                      |                      |                      |                      |                      |                      |                      |                      |                      |                      |                      |                      |                      |                      |                      |                      |                      |                      |                      |                      |                      |                      |                      |                      |                      |                      |                      |                      |                      |                      |                      |                      |                      |                      |                      |                      |                      |                      |                      |                      |                      |                      |                      |                      |                      |                      |                      |                      |                      |                      |                      |                      |                      |                      |                      |                      |                      |                      |                      |                      |                      |                      |                      |                      |                      |                      |                      |                      |                      |                      |                      |                      |                      |                      |                      |                      |                      |                      |                      |                      |                      |                      |                      |                      |                      |                      |                      |                      |                      |       |       |       |       |       |       |       |       |       |       |       |       |       |
| Hannibal   | 01–98                | 01–98                | 01–98                | 01–98                | 01–98                | 01–98                | 01–98                | 01–98                | 01–98                | 01–98                | 01–98                | 01–98                | 01–98                | 01–98                | 01–98                | 01–98                | 01–98                | 01–98                | 01–98                | 01–98                | 01–98                | 01–98                | 01–98                | 01–98                | 01–98                | 01–98                | 01–98                | 01–98                | 01–98                | 01–98                | 01–98                | 01–98                | 01–98                | 01–98                | 01–98                | 01–98                | 01–98                | 01–98                | 01–98                | 01–98                | 01–98                | 01–98                | 01–98                | 01–98                | 01–98                | 01–98                | 01–98                | 01–98                | 01–98                | 01–98                | 01–98                | 01–98                | 01–98                | 01–98                | 01–98                | 01–98                | 01–98                | 01–98                | 01–98                | 01–98                | 01–98                | 01–98                | 01–98                | 01–98                | 01–98                | 01–98                | 01–98                | 01–98                | 01–98                | 01–98                | 01–98                | 01–98                | 01–98                | 01–98                | 01–98                | 01–98                | 01–98                | 01–98                | 01–98                | 01–98                | 01–98                | 01–98                | 01–98                | 01–98                | 01–98                | 01–98                | 01–98                | 01–98                | 01–98                | 01–98                | 01–98                | 01–98                | 01–98                | 01–98                | 01–98                | 01–98                | 01–98                | 01–98                |       |       |       |       |       |       |       |       |       |       |       |       |       |
| FaceA      | 01–98                | 01–98                | 01–98                | 01–98                | 01–98                | 01–98                | 01–98                | 01–98                | 01–98                | 01–98                | 01–98                | 01–98                | 01–98                | 01–98                | 01–98                | 01–98                | 01–98                | 01–98                | 01–98                | 01–98                | 01–98                | 01–98                | 01–98                | 01–98                | 01–98                | 01–98                | 01–98                | 01–98                | 01–98                | 01–98                | 01–98                | 01–98                | 01–98                | 01–98                | 01–98                | 01–98                | 01–98                | 01–98                | 01–98                | 01–98                | 01–98                | 01–98                | 01–98                | 01–98                | 01–98                | 01–98                | 01–98                | 01–98                | 01–98                | 01–98                | 01–98                | 01–98                | 01–98                | 01–98                | 01–98                | 01–98                | 01–98                | 01–98                | 01–98                | 01–98                | 01–98                | 01–98                | 01–98                | 01–98                | 01–98                | 01–98                | 01–98                | 01–98                | 01–98                | 01–98                | 01–98                | 01–98                | 01–98                | 01–98                | 01–98                | 01–98                | 01–98                | 01–98                | 01–98                | 01–98                | 01–98                | 01–98                | 01–98                | 01–98                | 01–98                | 01–98                | 01–98                | 01–98                | 01–98                | 01–98                | 01–98                | 01–98                | 01–98                | 01–98                | 01–98                | 01–98                | 01–98                | 01–98                |       |       |       |       |       |       |       |       |       |       |       |       |       |
| Murdock    | 01–98                | 01–98                | 01–98                | 01–98                | 01–98                | 01–98                | 01–98                | 01–98                | 01–98                | 01–98                | 01–98                | 01–98                | 01–98                | 01–98                | 01–98                | 01–98                | 01–98                | 01–98                | 01–98                | 01–98                | 01–98                | 01–98                | 01–98                | 01–98                | 01–98                | 01–98                | 01–98                | 01–98                | 01–98                | 01–98                | 01–98                | 01–98                | 01–98                | 01–98                | 01–98                | 01–98                | 01–98                | 01–98                | 01–98                | 01–98                | 01–98                | 01–98                | 01–98                | 01–98                | 01–98                | 01–98                | 01–98                | 01–98                | 01–98                | 01–98                | 01–98                | 01–98                | 01–98                | 01–98                | 01–98                | 01–98                | 01–98                | 01–98                | 01–98                | 01–98                | 01–98                | 01–98                | 01–98                | 01–98                | 01–98                | 01–98                | 01–98                | 01–98                | 01–98                | 01–98                | 01–98                | 01–98                | 01–98                | 01–98                | 01–98                | 01–98                | 01–98                | 01–98                | 01–98                | 01–98                | 01–98                | 01–98                | 01–98                | 01–98                | 01–98                | 01–98                | 01–98                | 01–98                | 01–98                | 01–98                | 01–98                | 01–98                | 01–98                | 01–98                | 01–98                | 01–98                | 01–98                | 01–98                |       |       |       |       |       |       |       |       |       |       |       |       |       |
| B. A.      | 01–98                | 01–98                | 01–98                | 01–98                | 01–98                | 01–98                | 01–98                | 01–98                | 01–98                | 01–98                | 01–98                | 01–98                | 01–98                | 01–98                | 01–98                | 01–98                | 01–98                | 01–98                | 01–98                | 01–98                | 01–98                | 01–98                | 01–98                | 01–98                | 01–98                | 01–98                | 01–98                | 01–98                | 01–98                | 01–98                | 01–98                | 01–98                | 01–98                | 01–98                | 01–98                | 01–98                | 01–98                | 01–98                | 01–98                | 01–98                | 01–98                | 01–98                | 01–98                | 01–98                | 01–98                | 01–98                | 01–98                | 01–98                | 01–98                | 01–98                | 01–98                | 01–98                | 01–98                | 01–98                | 01–98                | 01–98                | 01–98                | 01–98                | 01–98                | 01–98                | 01–98                | 01–98                | 01–98                | 01–98                | 01–98                | 01–98                | 01–98                | 01–98                | 01–98                | 01–98                | 01–98                | 01–98                | 01–98                | 01–98                | 01–98                | 01–98                | 01–98                | 01–98                | 01–98                | 01–98                | 01–98                | 01–98                | 01–98                | 01–98                | 01–98                | 01–98                | 01–98                | 01–98                | 01–98                | 01–98                | 01–98                | 01–98                | 01–98                | 01–98                | 01–98                | 01–98                | 01–98                | 01–98                |       |       |       |       |       |       |       |       |       |       |       |       |       |
| Amy        | 01–24                | 01–24                | 01–24                | 01–24                | 01–24                | 01–24                | 01–24                | 01–24                | 01–24                | 01–24                | 01–24                | 01–24                | 01–24                | 01–24                | 01–24                | 01–24                | 01–24                | 01–24                | 01–24                | 01–24                | 01–24                | 01–24                | 01–24                | 01–24                |                      |                      | 26                   | 26                   | 26                   | 26                   | 26                   | 26                   | 26                   | 26                   | 26                   | 26                   | 26                   | 26                   | 26                   | 26                   | 26                   | 26                   | 26                   | 26                   | 26                   | 26                   | 26                   | 26                   | 26                   | 26                   | 26                   | 26                   | 26                   | 26                   | 26                   | 26                   | 26                   | 26                   | 26                   | 26                   | 26                   | 26                   | 26                   | 26                   | 26                   | 26                   | 26                   | 26                   | 26                   | 26                   | 26                   | 26                   | 26                   | 26                   | 26                   | 26                   | 26                   | 26                   | 26                   | 26                   | 26                   | 26                   | 26                   | 26                   | 26                   | 26                   | 26                   | 26                   | 26                   | 26                   | 26                   | 26                   | 26                   | 26                   | 26                   | 26                   | 26                   | 26                   |       |       |       |       |       |       |       |       |       |       |       |       |       |
| TawniaB    |                      |                      |                      |                      |                      |                      |                      |                      |                      |                      |                      |                      |                      |                      |                      |                      |                      |                      |                      |                      |                      |                      |                      |                      |                      |                      |                      |                      |                      |                      |                      |                      |                      |                      |                      |                      |                      |                      |                      |                      | 29–33, 35, 37, 39–40 | 29–33, 35, 37, 39–40 | 29–33, 35, 37, 39–40 | 29–33, 35, 37, 39–40 | 29–33, 35, 37, 39–40 | 29–33, 35, 37, 39–40 | 29–33, 35, 37, 39–40 | 29–33, 35, 37, 39–40 | 29–33, 35, 37, 39–40 | 29–33, 35, 37, 39–40 | 29–33, 35, 37, 39–40 | 29–33, 35, 37, 39–40 | 29–33, 35, 37, 39–40 | 29–33, 35, 37, 39–40 | 29–33, 35, 37, 39–40 | 29–33, 35, 37, 39–40 | 29–33, 35, 37, 39–40 | 29–33, 35, 37, 39–40 | 29–33, 35, 37, 39–40 | 29–33, 35, 37, 39–40 | 29–33, 35, 37, 39–40 | 29–33, 35, 37, 39–40 | 29–33, 35, 37, 39–40 | 29–33, 35, 37, 39–40 | 29–33, 35, 37, 39–40 | 29–33, 35, 37, 39–40 | 29–33, 35, 37, 39–40 | 29–33, 35, 37, 39–40 | 29–33, 35, 37, 39–40 | 29–33, 35, 37, 39–40 | 29–33, 35, 37, 39–40 | 29–33, 35, 37, 39–40 | 29–33, 35, 37, 39–40 | 29–33, 35, 37, 39–40 | 29–33, 35, 37, 39–40 | 29–33, 35, 37, 39–40 | 29–33, 35, 37, 39–40 | 29–33, 35, 37, 39–40 | 29–33, 35, 37, 39–40 | 29–33, 35, 37, 39–40 | 29–33, 35, 37, 39–40 | 29–33, 35, 37, 39–40 | 29–33, 35, 37, 39–40 | 29–33, 35, 37, 39–40 | 29–33, 35, 37, 39–40 | 29–33, 35, 37, 39–40 | 29–33, 35, 37, 39–40 | 29–33, 35, 37, 39–40 | 29–33, 35, 37, 39–40 | 29–33, 35, 37, 39–40 | 29–33, 35, 37, 39–40 | 29–33, 35, 37, 39–40 | 29–33, 35, 37, 39–40 | 29–33, 35, 37, 39–40 | 29–33, 35, 37, 39–40 | 29–33, 35, 37, 39–40 | 29–33, 35, 37, 39–40 | 29–33, 35, 37, 39–40 |       |       |       |       |       |       |       |       |       |       |       |       |       |
| Frankie    |                      |                      |                      |                      |                      |                      |                      |                      |                      |                      |                      |                      |                      |                      |                      |                      |                      |                      |                      |                      |                      |                      |                      |                      |                      |                      |                      |                      |                      |                      |                      |                      |                      |                      |                      |                      |                      |                      |                      |                      |                      |                      |                      |                      |                      |                      |                      |                      |                      |                      |                      |                      |                      |                      |                      |                      |                      |                      |                      |                      |                      |                      |                      |                      |                      |                      |                      |                      |                      |                      |                      |                      |                      |                      |                      |                      |                      |                      |                      |                      |                      |                      |                      |                      |                      | 86–98                | 86–98                | 86–98                | 86–98                | 86–98                | 86–98                | 86–98                | 86–98                | 86–98                | 86–98                | 86–98                | 86–98                | 86–98                | 86–98 | 86–98 | 86–98 | 86–98 | 86–98 | 86–98 | 86–98 | 86–98 | 86–98 | 86–98 | 86–98 | 86–98 | 86–98 |
| Stockwell  |                      |                      |                      |                      |                      |                      |                      |                      |                      |                      |                      |                      |                      |                      |                      |                      |                      |                      |                      |                      |                      |                      |                      |                      |                      |                      |                      |                      |                      |                      |                      |                      |                      |                      |                      |                      |                      |                      |                      |                      |                      |                      |                      |                      |                      |                      |                      |                      |                      |                      |                      |                      |                      |                      |                      |                      |                      |                      |                      |                      |                      |                      |                      |                      |                      |                      |                      |                      |                      |                      |                      |                      |                      |                      |                      |                      |                      |                      |                      |                      |                      |                      |                      |                      |                      | 86–98                | 86–98                | 86–98                | 86–98                | 86–98                | 86–98                | 86–98                | 86–98                | 86–98                | 86–98                | 86–98                | 86–98                | 86–98                | 86–98 | 86–98 | 86–98 | 86–98 | 86–98 | 86–98 | 86–98 | 86–98 | 86–98 | 86–98 | 86–98 | 86–98 | 86–98 |
| Lynch      |                      |                      | 01–02                | 01–02                | 01–02                | 01–02                | 01–02                | 01–02                | 01–02                | 01–02                |                      | 11                   | 11                   | 11                   | 11                   | 11                   | 11                   | 11                   | 11                   | 11                   | 11                   | 11                   | 11                   | 11                   | 11                   | 11                   | 11                   | 11                   | 11                   | 11                   | 11                   | 11                   | 11                   | 11                   | 11                   | 11                   | 11                   | 11                   | 11                   | 11                   | 11                   | 11                   | 11                   | 11                   | 11                   | 11                   |                      | 46                   | 46                   | 46                   | 46                   | 46                   | 46                   | 46                   | 46                   | 46                   | 46                   | 46                   | 46                   | 46                   | 46                   | 46                   | 46                   | 46                   | 46                   | 46                   | 46                   | 46                   | 46                   | 46                   | 46                   | 46                   | 46                   | 46                   | 46                   | 46                   | 46                   | 46                   | 46                   | 46                   | 46                   | 46                   | 46                   | 46                   | 46                   | 46                   | 46                   | 46                   | 46                   | 46                   | 46                   | 46                   | 46                   | 46                   | 46                   | 46                   | 46                   | 46                   |       |       |       |       |       |       |       |       |       |       |       |       |       |
| Decker     |                      |                      |                      |                      |                      |                      |                      |                      |                      |                      |                      |                      |                      |                      |                      |                      |                      |                      |                      |                      |                      |                      |                      |                      |                      |                      |                      |                      |                      |                      |                      |                      |                      |                      |                      |                      |                      |                      |                      |                      |                      |                      |                      |                      |                      |                      |                      |                      |                      |                      |                      |                      |                      |                      |                      |                      |                      |                      |                      |                      |                      |                      |                      |                      |                      |                      |                      |                      |                      |                      | (19–70)C             | (19–70)C             | (19–70)C             | (19–70)C             | (19–70)C             | (19–70)C             | (19–70)C             | (19–70)C             | (19–70)C             | (19–70)C             | (19–70)C             | (19–70)C             | (19–70)C             | (19–70)C             | (19–70)C             | (19–70)C             |                      | 87                   | 87                   | 87                   | 87                   | 87                   | 87                   | 87                   | 87                   | 87                   | 87                   | 87                   |       |       |       |       |       |       |       |       |       |       |       |       |       |
| Crane      |                      |                      |                      |                      |                      |                      |                      |                      |                      |                      |                      |                      |                      |                      |                      |                      |                      |                      |                      |                      |                      |                      |                      |                      |                      |                      |                      |                      |                      |                      |                      |                      |                      |                      |                      |                      |                      |                      |                      |                      |                      |                      |                      |                      |                      |                      |                      |                      |                      |                      |                      |                      |                      |                      |                      |                      |                      |                      |                      |                      |                      |                      |                      |                      |                      |                      |                      |                      |                      |                      | (19–70)D             | (19–70)D             | (19–70)D             | (19–70)D             | (19–70)D             | (19–70)D             | (19–70)D             | (19–70)D             | (19–70)D             | (19–70)D             | (19–70)D             | (19–70)D             | (19–70)D             | (19–70)D             | (19–70)D             | (19–70)D             | (19–70)D             | (19–70)D             | (19–70)D             | (19–70)D             | (19–70)D             | (19–70)D             | (19–70)D             | (19–70)D             | (19–70)D             | (19–70)D             | (19–70)D             | (19–70)D             |       |       |       |       |       |       |       |       |       |       |       |       |       |
| FulbrightE | 71, 76–77, 81–82, 85 | 71, 76–77, 81–82, 85 | 71, 76–77, 81–82, 85 | 71, 76–77, 81–82, 85 | 71, 76–77, 81–82, 85 | 71, 76–77, 81–82, 85 | 71, 76–77, 81–82, 85 | 71, 76–77, 81–82, 85 | 71, 76–77, 81–82, 85 | 71, 76–77, 81–82, 85 | 71, 76–77, 81–82, 85 | 71, 76–77, 81–82, 85 | 71, 76–77, 81–82, 85 | 71, 76–77, 81–82, 85 | 71, 76–77, 81–82, 85 | 71, 76–77, 81–82, 85 | 71, 76–77, 81–82, 85 | 71, 76–77, 81–82, 85 | 71, 76–77, 81–82, 85 | 71, 76–77, 81–82, 85 | 71, 76–77, 81–82, 85 | 71, 76–77, 81–82, 85 | 71, 76–77, 81–82, 85 | 71, 76–77, 81–82, 85 | 71, 76–77, 81–82, 85 | 71, 76–77, 81–82, 85 | 71, 76–77, 81–82, 85 | 71, 76–77, 81–82, 85 | 71, 76–77, 81–82, 85 | 71, 76–77, 81–82, 85 | 71, 76–77, 81–82, 85 | 71, 76–77, 81–82, 85 | 71, 76–77, 81–82, 85 | 71, 76–77, 81–82, 85 | 71, 76–77, 81–82, 85 | 71, 76–77, 81–82, 85 | 71, 76–77, 81–82, 85 | 71, 76–77, 81–82, 85 | 71, 76–77, 81–82, 85 | 71, 76–77, 81–82, 85 | 71, 76–77, 81–82, 85 | 71, 76–77, 81–82, 85 | 71, 76–77, 81–82, 85 | 71, 76–77, 81–82, 85 | 71, 76–77, 81–82, 85 | 71, 76–77, 81–82, 85 | 71, 76–77, 81–82, 85 | 71, 76–77, 81–82, 85 | 71, 76–77, 81–82, 85 | 71, 76–77, 81–82, 85 | 71, 76–77, 81–82, 85 | 71, 76–77, 81–82, 85 | 71, 76–77, 81–82, 85 | 71, 76–77, 81–82, 85 | 71, 76–77, 81–82, 85 | 71, 76–77, 81–82, 85 | 71, 76–77, 81–82, 85 | 71, 76–77, 81–82, 85 | 71, 76–77, 81–82, 85 | 71, 76–77, 81–82, 85 | 71, 76–77, 81–82, 85 | 71, 76–77, 81–82, 85 | 71, 76–77, 81–82, 85 | 71, 76–77, 81–82, 85 | 71, 76–77, 81–82, 85 | 71, 76–77, 81–82, 85 | 71, 76–77, 81–82, 85 | 71, 76–77, 81–82, 85 | 71, 76–77, 81–82, 85 | 71, 76–77, 81–82, 85 |                      |                      |                      |                      |                      |                      |                      |                      |                      |                      |                      |                      |                      |                      |                      |                      |                      |                      |                      |                      |                      |                      |                      |                      |                      |                      |                      |                      |       |       |       |       |       |       |       |       |       |       |       |       |       |

Anmerkungen:
- A Im Pilotfilm (Episode 1–2) wurde Face von Tim Dunigan dargestellt, danach übernahm Dirk Benedict die Rolle.
- B Marla Heasley spielte zuvor in der Episode 18 eine andere Figur.
- C Decker tritt in folgenden Episoden auf: 19–20, 22–23, 26, 29–30, 37, 45, 50, 55, 59, 62–63, 65, 67, 69–70, 87.
- D Crane tritt in folgenden Episoden auf: 19–20, 22–23, 26, 29–30, 37, 45, 50, 55, 59, 62–63, 65, 70.
- E Jack Ging spielte zuvor in den Episoden 5 und 18 andere Figuren.

### Hannibal
Lieutenant Colonel John Smith trägt in Anlehnung an den karthagischen Feldherrn den Spitznamen Hannibal, da er Anführer und Stratege des A-Teams ist. Er ist das deutlich älteste Mitglied der Einheit. Seine Markenzeichen sind schwarze Handschuhe und vor allem eine Zigarre.
Hannibal ist ein Meister der Verkleidung und kann jede beliebige Rolle annehmen, was sich in seinem häufig vorkommenden Namen John Smith niederschlägt. Dieses Talent nutzt er auch bei der Kontaktaufnahme mit potenziellen Klienten, denen er unter anderem als chinesischer Wäscherei-Besitzer Mr. Lee begegnet. Hat das A-Team keine Aufträge, tritt Hannibal als Darsteller von Ungeheuern in B-Movies auf, am häufigsten als Seeungeheuer Aquamaniac.
Da die Gegner des A-Teams diesem in der Regel an Männern und Waffen überlegen sind, erdenkt Hannibal Pläne, mit denen es diesen Nachteil wettmachen kann. Allerdings ist er auch risikofreudig („on the jazz“) und scheut zum Leidwesen seiner Mitstreiter keinen Frontalangriff. Er provoziert in Gesprächen grundsätzlich die Anführer der Schurken mit Worten und seinem Grinsen – selbst wenn sich das A-Team in einer kritischen Lage befindet. Nach dem erfolgreichen Abschluss eines Auftrags erfolgt Hannibals wiederkehrendes Zitat: „Ich liebe es, wenn ein Plan funktioniert!“

### Face
First Lieutenant Templeton Peck wird von den anderen Mitgliedern des Teams Face oder Faceman genannt. Diese Namen beziehen sich zum einen auf sein gutes Aussehen, zum anderen auf die Fähigkeit, bei seinen Mitmenschen Vertrauen zu erwecken. Face erscheint in der Regel als gut gekleideter Gentleman und lächelt fast immer.
Ähnlich wie Hannibal ist Face sehr wandlungsfähig. Er benutzt allerdings in geringerem Maß Verkleidungen, sondern nutzt je nach Situation ein scheinbar freundlich-charmantes, naives oder bestimmtes Auftreten. Face ist ein Hochstapler, der andere Menschen überredet, nach seinen Wünschen zu handeln. Dadurch kann er der Einheit die jeweils benötigte Ausrüstung verschaffen – auch in unmöglichen Situationen. Er hat eine starke Ausstrahlung auf Frauen und bandelt regelmäßig mit weiblichen Klienten an.
Auch wenn sich Face bei den körperlichen Auseinandersetzungen, in die das A-Team regelmäßig gerät, behaupten kann, zeigt er weniger Begeisterung für Kämpfe als die übrigen Mitglieder der Einheit. Lieber bewegt er sich in gesellschaftlich gehobenen Kreisen, obwohl er als Waisenkind aus armen Verhältnissen stammt. In der fünften Staffel kommt es zu einem Treffen mit seinem Vater, A.J. Bancroft, sein gebürtiger Name ist Richard Bancroft. Passend zu seiner stilvollen Erscheinung fährt Face eine weiße Corvette C4, die es zu Beginn der Serie noch gar nicht zu kaufen gab. Das Fahrzeug ist ein Vorserienmodell, welches General Motors für die Serie zur Verfügung stellte.

### Murdock
Captain H. M. Murdock trägt den Beinamen Howling Mad, was sich auf seinen instabilen Geisteszustand bezieht. Die eigentliche Bedeutung seiner Initialen ist nicht bekannt. Seine Bekleidung besteht aus einer Leder-Fliegerjacke, einem Baseballcap und Chucks. In der Folge Glücksrad wird erwähnt, dass er nur noch eine Niere hat.
Während des Vietnamkrieges war Murdock ein ausgezeichneter Hubschrauberpilot. Er beherrscht aber auch Flugzeuge aller Art sowie Tragschrauber. Vor allem bei Auslandseinsätzen greift das A-Team auf Murdock als Piloten zurück.
Murdock ist angeblich geisteskrank und lebt seit dem Vietnamkrieg in einer Nervenklinik für Veteranen. Übernimmt das A-Team einen neuen Auftrag, muss Murdock erst von Face aus der Klinik befreit werden. Ob Murdock wirklich wahnsinnig ist oder zumindest teilweise dies nur vorgibt, bleibt offen. Sein anormales Verhalten besteht meist aus einer bestimmten Wahnvorstellung, die ihn für die Dauer einer Episode begleitet. Zum Beispiel übernimmt er die Rolle von stereotypen Figuren, bildet sich die Existenz imaginärer Lebewesen ein oder unterhält sich mit leblosen Objekten. Hannibal und Face haben sich an Murdocks ungewöhnliche Art gewöhnt, B. A. hingegen kommt offenbar überhaupt nicht damit klar.
Kommt es abseits der Haupthandlung aber zu privaten Treffen mit einzelnen und dann zumeist weiblichen Kunden, ist er erstaunlich klar im Kopf und frei von irgendwelchen Macken oder Wahnvorstellungen. Dies nährt die Vermutung, dass er seine Wahnvorstellungen nur vorgibt, um nicht verfolgt zu werden und um ein sicheres Heim zu haben.

### B.A.
Master Sergeant Bosco Albert Baracus wird nur nach den Initialen seiner Vornamen gerufen, wobei aber aufgrund seiner Reizbarkeit „B. A.“ die Bedeutung Bad Attitude angenommen hat. Rein äußerlich ist er das auffälligste Mitglied der Einheit, da er muskulös gebaut ist, einen Irokesenschnitt trägt und mit mehreren Lagen Goldketten überhängt ist. Ihm gehört ein schwarzer GMC-Van mit roten Felgen und roten Streifen an den Seiten, der (ab Staffel 2 Episode 17) mit einer Lachgaseinspritzung ausgestattet ist und vom gesamten Team regelmäßig als Transportmittel genutzt wird. Das im Film verwendete Fahrzeug ist ein Vorserienmodell, welches es zum Zeitpunkt des Filmdrehs noch nicht zu kaufen gab. Auch deshalb wird es bei zahllosen Aktioneinlagen wie Sprüngen durch ein billigeres Modell gedoublet.
Innerhalb der Gruppe hat B. A. die Funktion des Mechanikers und Elektronikspezialisten inne. Auch schwer beschädigte Maschinen kann er reparieren oder zu Waffen umfunktionieren. Aufgrund seiner Kraft ist er die wichtigste Stütze bei den zahlreichen physischen Auseinandersetzungen des A-Teams.
Solange B. A. mit der Einheit unterwegs ist, tritt er betont übellaunig auf und lässt die anderen seinen namensgebenden Unmut spüren. Vor allem Murdocks anormales Verhalten missfällt ihm nach äußerem Anschein. Jedoch wird gelegentlich unterschwellig angedeutet, dass es sich eher um ein gegenseitiges freundschaftlich spielerisches Ärgern handelt und beide eigentlich sehr gute Freunde sind, was B.A. selbst jedoch nur dann zeigt, wenn Murdock in ernster Gefahr schwebt. Außerhalb von Einsätzen arbeitet er als Streetworker für Kinder, denen er immer freundlich, motivierend und verständnisvoll begegnet. Er trinkt fast ausschließlich Milch. Da er unter Flugangst leidet, muss er bei Flugeinsätzen immer gegen seinen Willen und ohne sein Wissen von seinen Kameraden heimlich betäubt werden.

### Nebenfiguren
Das A-Team wird in den ersten beiden Staffeln von einer Reporterin begleitet. Bis zum Anfang der zweiten Staffel ist dies Amy Allen, danach Tawnia Baker. Die beiden helfen dem Team bei Aufträgen und machen es durch Zeitungsartikel bekannt. Hin und wieder kommen sie bei den Hochstapeleien von Face als hübsche Rockträgerinnen zum Einsatz, erfüllen ansonsten aber nur untergeordnete Aufgaben. Ab der dritten Staffel gibt es keine ständige weibliche Figur mehr in der Serie.
In der fünften Staffel wird das A-Team vom Militär gefangen genommen, woraufhin es General Hunt Stockwell als ständigen Auftraggeber erhält. Festes Mitglied des Teams wird der Special-Effect-Mann Frankie Santana, der verschiedene Eigenschaften der anderen Charaktere übernimmt. Insbesondere wildert Frankie im Kernbereich der beliebten Figur B. A. in dem nun er die Waffen und Hilfsmittel baut, die zur Ausführung von Hannibals Plänen nötig sind, auch stellt er die Figur des Face als Schönling der Truppe in Frage. Der Versuch mit ihm die in den USA große Gruppe der Latinos stärker für die Serie zu interessieren gelang nicht.
In jeder Staffel wird die Gruppe von einem Offizier der Militärpolizei gejagt. In der ersten Staffel ist dies Colonel Lynch, der das A-Team seit Jahren verfolgt hat. In der zweiten Staffel wird er durch Colonel Decker ersetzt, der von Captain Crane begleitet wird. Im Lauf der vierten Staffel übernimmt General Fulbright die Rolle des Jägers.

## Produktion und Rezeption

### Besetzung
| Figur                  | Darsteller                                         |
| ---------------------- | -------------------------------------------------- |
| John Hannibal Smith    | George Peppard                                     |
| Templeton Face Peck    | Tim Dunigan (Pilotfilm) Dirk Benedict (Folge 3–98) |
| Howling Mad Murdock    | Dwight Schultz                                     |
| B. A. Baracus          | Mr. T                                              |
| Amy Allen              | Melinda Culea                                      |
| Tawnia Baker           | Marla Heasley                                      |
| Frankie Santana        | Eddie Velez                                        |
| General Hunt Stockwell | Robert Vaughn                                      |
| Colonel Lynch          | William Lucking                                    |
| Colonel Decker         | Lance LeGault                                      |
| Captain Crane          | Carl Franklin                                      |
| General Fulbright      | Jack Ging                                          |

Die Figur des Hannibal wurde von George Peppard verkörpert, der vor allem in den 1960ern mit Filmen wie Frühstück bei Tiffany erfolgreich war. In der Serie wird Rückbezug auf den Schauspieler Peppard genommen. So sagt Hannibal im Hinblick auf seine Schauspielerkarriere: „Dieser George Peppard hat’s auch geschafft“. Murdock erwähnt zudem Hannibals „kleine Rolle“ in Frühstück bei Tiffany.
Auffällig in der Serie ist, dass Georg Peppard bei allen Actionscenen von einem Stuntman gedoubelt wird. Selbst als Beifahrer bei scheinbaren Hochgeschwindigkeitsverfolgungen, bei denen keinerlei Risiko besteht, oder einfachsten Sprüngen auf den Rücken seiner Gegner ist sein Stuntdouble anhand der weißen Perücke immer gut zu erkennen.
Face wurde von Dirk Benedict dargestellt, der in den späten 1970ern in Kampfstern Galactica mitwirkte. Als Anspielung auf diese Rolle wird im Vorspann gezeigt, wie ein Zylon an Face vorbeigeht. Murdock wurde von Dwight Schultz gespielt, der später in den 1990ern in einigen Star-Trek-Episoden auftrat. Die Rolle des B. A. wurde von Mr. T verkörpert, der in den frühen 1980ern in Rocky III den Antagonisten spielte.
Während der Dreharbeiten herrschte ein starker Konkurrenzkampf zwischen George Peppard und Mr. T. Obwohl Peppard nominell die Hauptrolle innehatte, war Mr. T bei den amerikanischen Zuschauern beliebter. Die persönlichen Spannungen gingen gegen Ende der Serie so weit, dass beide kein Wort mehr miteinander sprachen und die Kommunikation zwischen ihnen über eine dritte Person wie Dirk Benedict verlief. Peppard soll sich auch mit der Amy-Darstellerin Melinda Culea angelegt haben, die in der zweiten Staffel eine größere Rolle spielen wollte, was eventuell ein Grund für ihr unfreiwilliges Ausscheiden aus der Serie gewesen sein könnte.
Im Pilotfilm wurde die Figur des Face statt von Dirk Benedict noch von Tim Dunigan gespielt, der jedoch als zu jung für die Rolle eines Vietnamveteranen eingeschätzt wurde.
Die Produzenten monierten zu Anfang das übertriebene Spiel des Murdock-Darstellers Dwight Schultz und wiesen ihn darauf hin, dass Das A-Team keine Kinderserie sei. Darauf entgegnete Schultz nach eigenen Aussagen: „Aber natürlich ist sie das. Was dachten Sie denn?“
Mehrere Darsteller wie Wings Hauser, Robert Dryer oder Anthony James traten in mehreren Folgen in verschiedenen Rollen auf. So spielten Sergio Calderón und Jack Ging in mehreren Folgen den Antagonisten, wobei Letzterer als General Fulbright auch Jagd auf das A-Team machte.

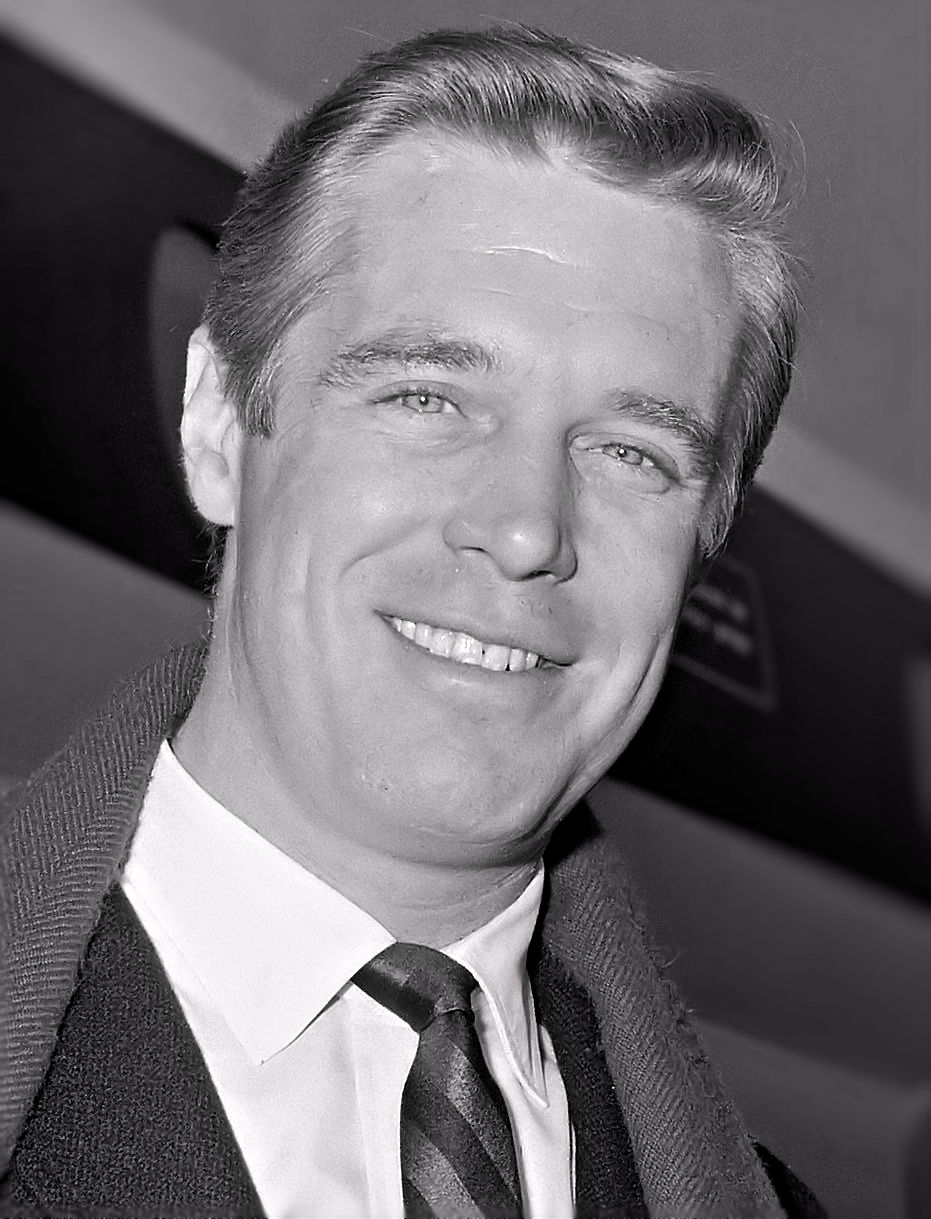
George Peppard (1964)
Dwight Schultz (1996)
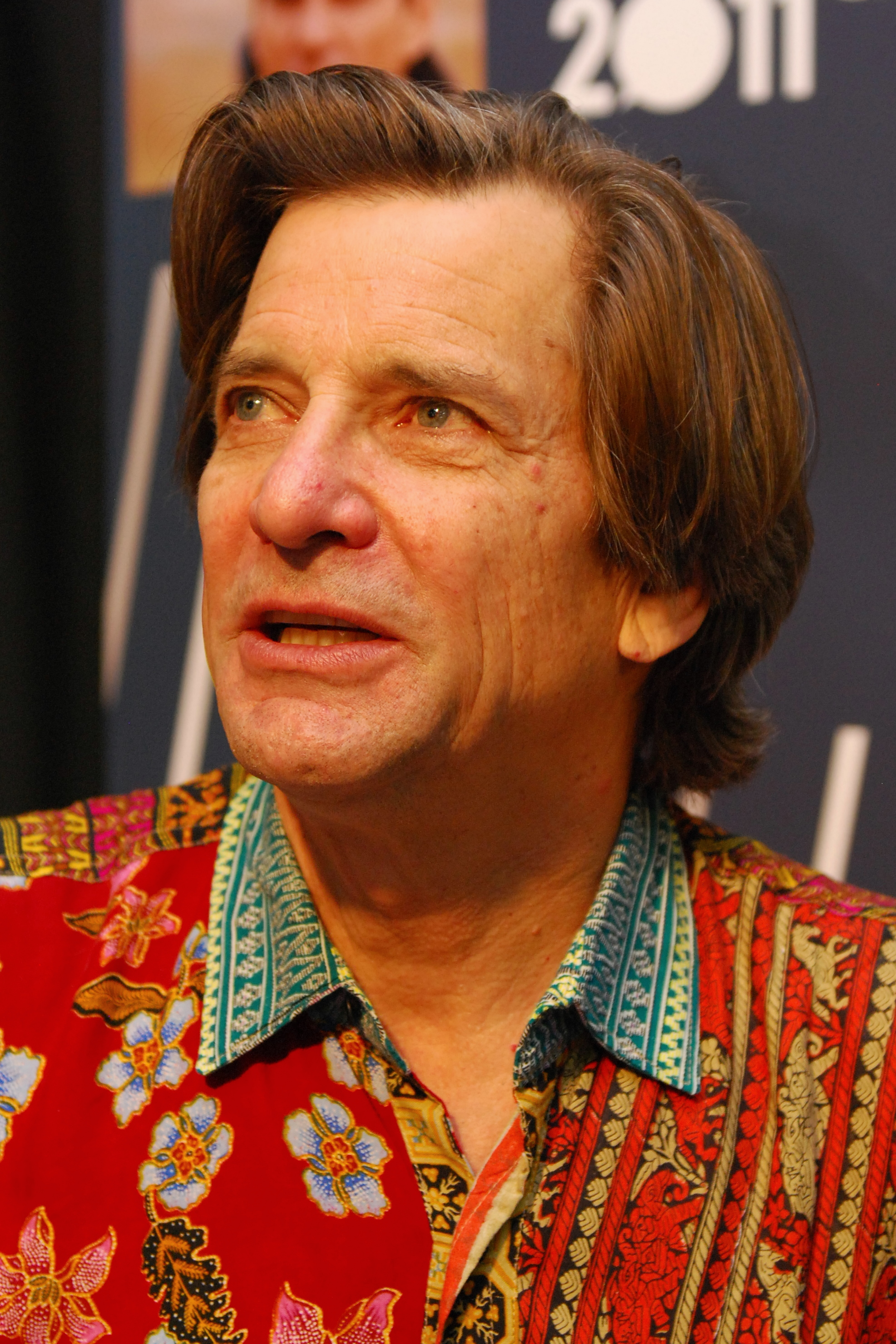
Dirk Benedict (2011)
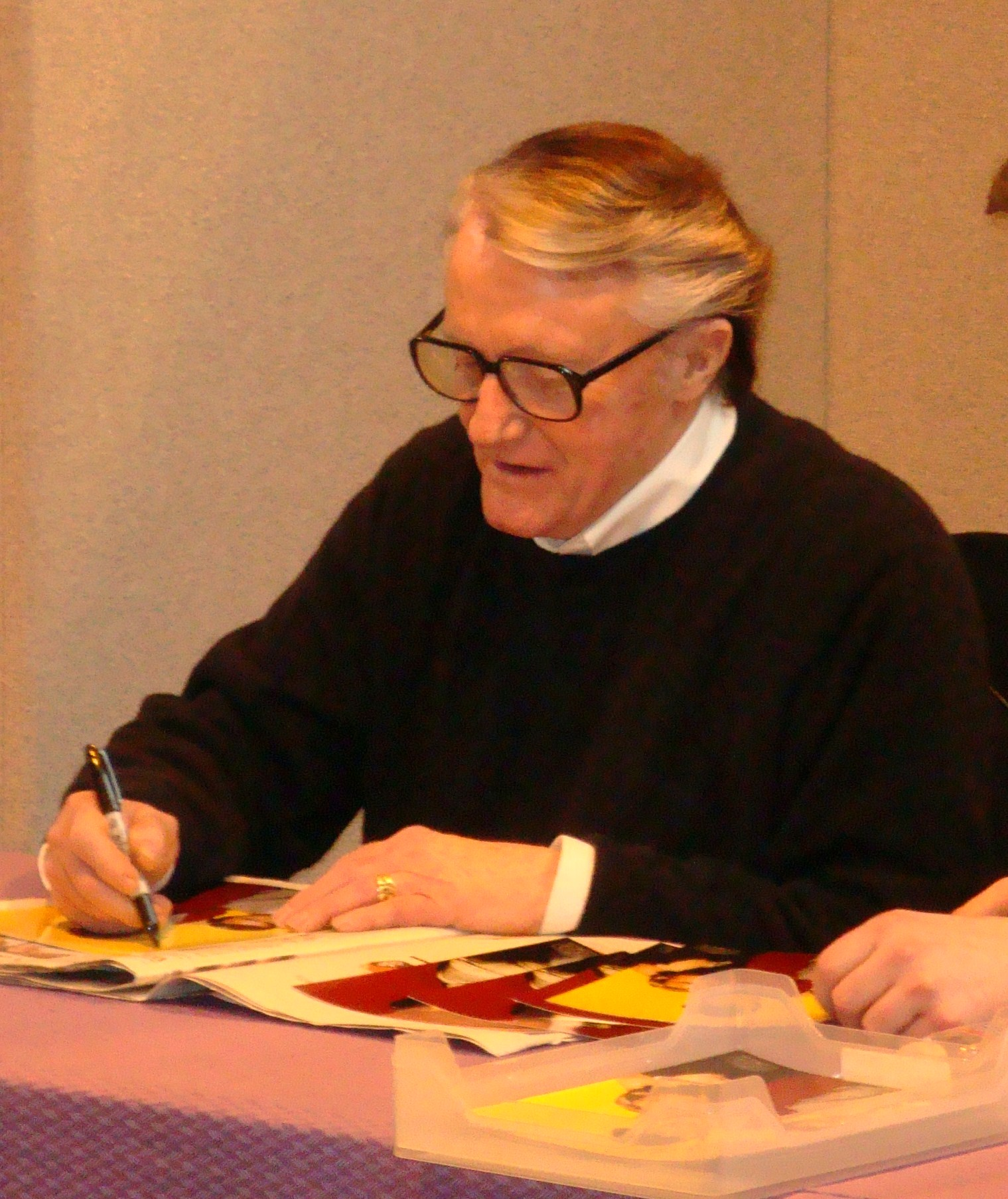
Robert Vaughn (2009)
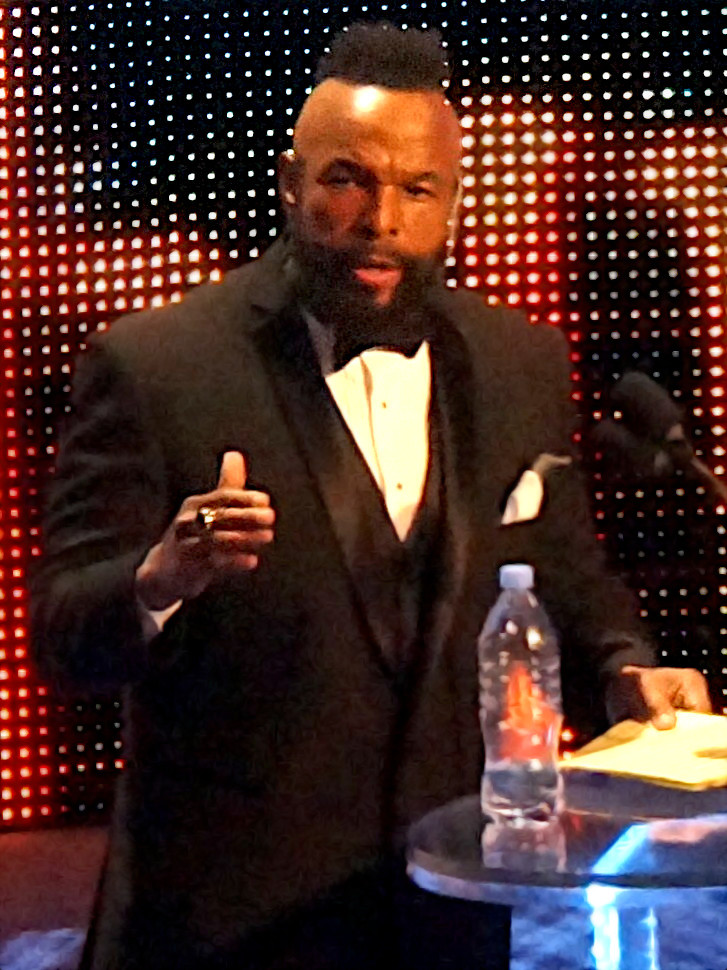
Mr. T (2014)

### Gastauftritte
- Charles Napier (Colonel Briggs)
- Hulk Hogan
- Sid Haig
- John Saxon
- Boy George und Culture Club
- Isaac Hayes
- Rick James
- James Avery
- Ernie Hudson
- David McCallum
- Tia Carrere
- Della Reese
- Michael Ironside
- Liz Sheridan
- Yaphet Kotto
- Clifton James
- David Graf
- Rochelle Ashana

### Dreharbeiten

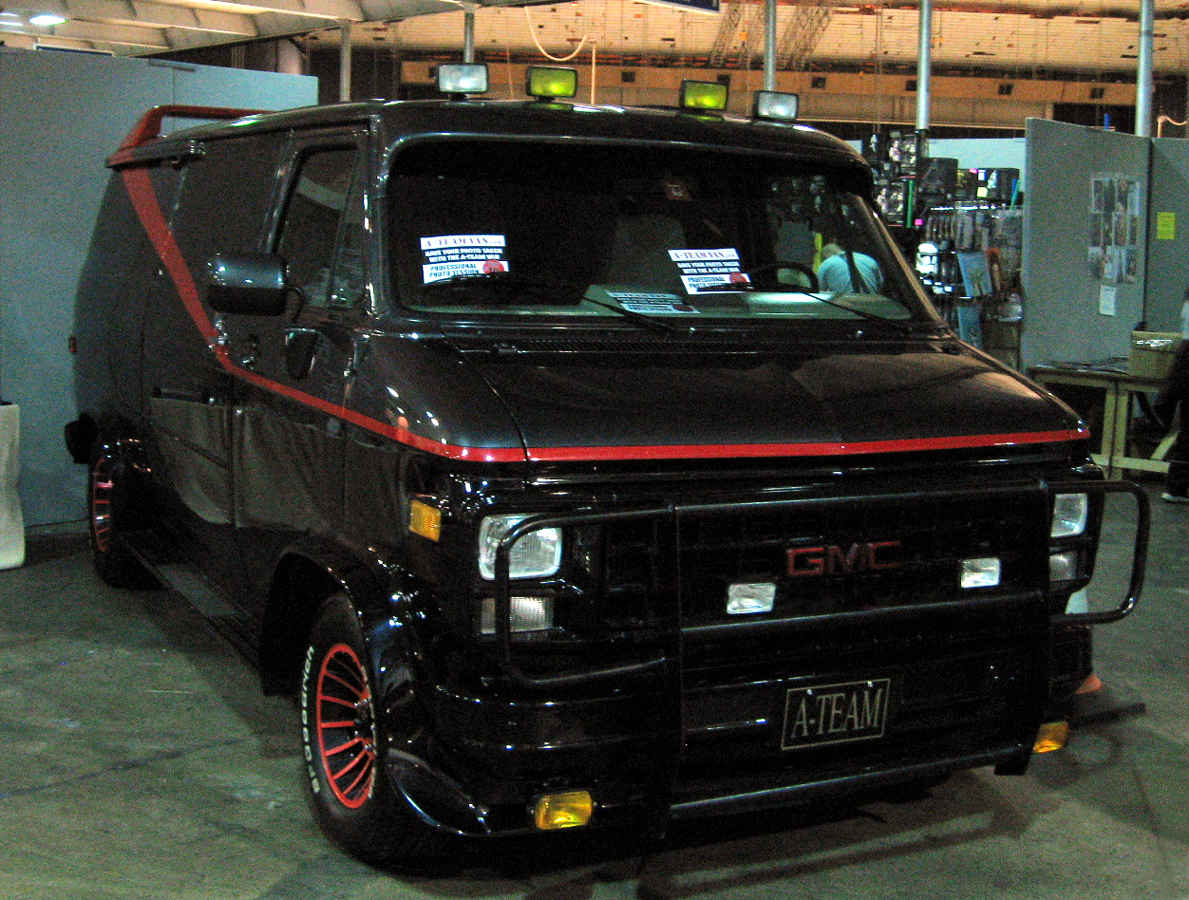
Der A-Team-Van, gezeigt auf der London Film And Comic Con 07

Die Darsteller, insbesondere George Peppard, ließen sich bei gefährlichen Situationen und häufig auch bei Prügel-Szenen durch Stuntmen vertreten. Besonders gut kann man dies bei Peppard sehen, dessen Stuntman stets durch eine schlecht gelungene Perücke ins Auge fällt. Auffällig ist auch, dass die Darsteller (vor allem bei Kletterszenen) oft nur von hinten oder von oben zu sehen sind. Auch in den meist obligatorischen Verfolgungsjagd-Szenen sind Fehler sowie Doubles zu erkennen: In heiklen Stunt-Szenen wurden anstatt des bekannten A-Team-Vans günstigere Nachbauten eingesetzt, oftmals zu erkennen an einfachen schwarzen Stahlfelgen, einer anderen Frontpartie oder den fehlenden Funkantennen auf dem Dach. Die Stunt-Fahrzeuge erhalten bei Sprüngen oder generell bei Verfolgungsfahrten häufig sichtbare Beschädigungen, sind aber in der nächsten Szene wieder fabrikneu und unbeschädigt. Es ist auch immer wieder sichtbar, dass bei besonders weiten Sprüngen das fliegende Fahrzeug keinen Motor eingebaut hat, damit sich die sonst sehr schwere Front nicht absenkt und das Fahrzeug sich bei der Landung nicht überschlägt. Dass die bekannten Schauspieler auch in Verfolgungsjagden gedoubled wurden, zeigt sich z. B. am geschlossenen Dach der Corvette, das vor Abfahrt und nach Abschluss jedoch wieder offen gezeigt wurde. Ebenso durch Fahrtwind in den Haaren der Hauptdarsteller in Spielszenen im Inneren des Vans, während die Fenster in Außenaufnahmen offensichtlich geschlossen sind. Auch die schlecht sitzende Perücke von Hannibals Double ist bei Autostunts und selbst bei allen Szenen, in denen das Auto auch nur schneller als erlaubt fährt, immer wieder nur zu deutlich zu erkennen.
B. A.s Transporter (GMC, Modell G20) und die Chevrolet Corvette C4 von Face wurden in der Serie bereits verwendet, bevor sie offiziell auf dem freien Markt erschienen.

### Episodenliste
Insgesamt wurden 98 Episoden der Serie Das A-Team ausgestrahlt. Dazu zählen 90 reguläre Folgen (45 Minuten) sowie vier Doppelfolgen (90 Minuten, darunter auch der Pilotfilm).
Die Originaltitel einiger Episoden orientieren sich an Film- bzw. Serienklassikern. Black Day At Bad Rock (Blutsbande) spielt auf den Thriller Bad Day at Black Rock (Stadt in Angst) an, The Spy Who Mugged Me (Man liebt nur zweimal) auf den James-Bond-Film The Spy Who Loved Me (Der Spion, der mich liebte), eine Folge mit Gaststar David McCallum The Say U.N.C.L.E. Affair (Codename Brown Fox) auf die Serie Solo für O.N.C.E.L. (The Man from U.N.C.L.E.). McCallum spielte in dieser Episode an der Seite von Robert Vaughn, seinem Partner bei Solo für O.N.C.E.L., welcher in der 5. Staffel des A-Teams die Rolle des General Hunt Stockwell übernommen hatte.
Das Finale der zweiten Staffel Das Spiel ist aus (Curtain Call) ist eine Clipshow, bei der ein Teil der Handlung aus älteren Folgen zusammengeschnitten wurde. Gleiches gilt für die letzte überhaupt gesendete Folge Mord à la carte (Without Reservations). Diese war nicht als Serienfinale gedacht, sondern war eigentlich eine halbfertige Folge, die mehrere Wochen nach der Episode Landesverrat (The Grey Team) ausgestrahlt wurde, die den eigentlichen inhaltlichen Abschluss der Serie bildet.

### Musik
Untermalt wurde die Serie durch die markante, eingängige, aber auch schlichte Filmmusik Mike Posts, der in den 1980er Jahren für eine Vielzahl von erfolgreichen Fernsehserien die Titelmusik verfasste. An der Komposition der Titelmelodie war auch Pete Carpenter beteiligt.
Es gibt eine CD zur Serie mit insgesamt 15 Tracks, inklusive Titelmusik.
Es gab auch eine LP.

### Quoten
Das A-Team gehörte zu den erfolgreichsten Fernsehserien der 1980er Jahre in den Vereinigten Staaten. Die erste Staffel erreichte im Schnitt 16,7 Millionen Zuschauer, was sie zur erfolgreichsten NBC-Serie der Saison 1982/83 machte. Dieser Wert wurde von der zweiten Staffel mit 20,1 Millionen noch überboten, wodurch Das A-Team in der Saison 1983/84 zur vierterfolgreichsten Serie des Landes wurde. Konnte die dritte Staffel immerhin noch 18,6 Millionen Zuschauer verbuchen, so sank dieser Wert in der vierten Staffel auf 14,5 Millionen. Änderungen im Handlungsschema für die fünfte Staffel vermochten diese Entwicklung nicht aufzuhalten, woraufhin die Serie eingestellt wurde.

### Synchronisation
| Figur               | Schauspieler                                       | Synchronsprecher (VHS)                                        | Synchronsprecher (TV)                                                  |
| ------------------- | -------------------------------------------------- | ------------------------------------------------------------- | ---------------------------------------------------------------------- |
| John Hannibal Smith | George Peppard                                     | Heinz Theo Branding (1. Stimme) Peter Lakenmacher (2. Stimme) | Eckart Dux (ARD) Hermann Ebeling (RTL)                                 |
| Templeton Face Peck | Tim Dunigan (Pilotfilm) Dirk Benedict (Folge 3–98) | Uwe Paulsen (1. Stimme) Eckart Dux (2. Stimme)                | Martin Keßler (Pilotfilm, RTL) Elmar Wepper (ARD) Mathias Einert (RTL) |
| Howling Mad Murdock | Dwight Schultz                                     | Michael Nowka (1. Stimme) Volkert Kraeft (2. Stimme)          | Hans-Georg Panczak (ARD) Florian Krüger-Shantin (RTL)                  |
| B. A. Baracus       | Mr. T                                              | Manfred Lehmann (1. Stimme) Gerhard Marcel (2. Stimme)        | Manfred Erdmann (ARD) Karl Schulz (RTL)                                |
| Amy Allen           | Melinda Culea                                      | ?                                                             | Sabina Trooger                                                         |
| Frankie Santana     | Eddie Velez                                        | ?                                                             | Martin Keßler                                                          |
| General Stockwell   | Robert Vaughn                                      | Hans Sievers                                                  | Friedrich Georg Beckhaus                                               |
| General Fulbright   | Jack Ging                                          | ?                                                             | Lothar Blumhagen                                                       |

In Deutschland wurden erst der Mehrteiler Judgement Day und die zusammenhängenden Episoden Dishpan Man, Trial By Fire und Firing Line auf VHS veröffentlicht. Letztere wurden bei der Alster Studios Synchron in Hamburg bearbeitet.
Im Fernsehen wurde Das A-Team erstmals im Jahr 1987 in den Vorabend-Regionalprogrammen der ARD ausgestrahlt. Der Sender zeigte nur 26 Folgen, in denen die Darstellung von Gewalt als weniger stark eingeschätzt wurde. Erst nachdem RTL im Jahr 1990 die Rechte an der Serie erworben hatte, wurden auch die übrigen Episoden gesendet. Die ARD hatte nur die von ihr gesendeten Folgen synchronisiert, für die übrigen setzte RTL andere Synchronsprecher ein.
Die ARD-Folgen entstanden in den Ateliers der Bavaria Synchron, die Dialogbücher stammten von Gert Günther Hoffmann, der auch Regie führte. Die RTL-Folgen bearbeitete die Berliner Hermes Synchron. Hier schrieben Stefan Ludwig und Andreas Böge die Texte. Regie führte Hermann Ebeling.
Einige Folgen wurden in der deutschen Fassung geschnitten. Daher sind in der ungeschnittenen Version auf DVD manche Szenen nicht synchronisiert. Gelegentlich weicht die deutsche Übersetzung inhaltlich von der Originalfassung ab. Zum Beispiel wurde ins deutsche Intro ein zusätzlicher Satz eingefügt: „Sie [Das A-Team] wollen nicht so ganz ernst genommen werden, aber ihre Gegner müssen sie ernst nehmen.“
Die Originalfassung weist oft Bezüge zur US-amerikanischen Film- und Fernsehlandschaft auf. Diese wurden in der Synchronisation durch Personen und Sendungen ersetzt, die im deutschsprachigen Raum bekannt waren.

## Hörspiel-Adaption
Ab 1990 wurden mehrere Folgen der TV-Serie vom Label Europa für Hörspiele adaptiert. Die Reihe wurde unter Bearbeitung von Peter Bondy und Regie von Heikedine Körting produziert, die als Duo zuvor bereits beim Europa-Label für Hörspiele zu den TV-Serien Knight Rider und Airwolf zuständig gewesen waren.
Ab Folge 7 der Hörspiel-Reihe änderte sich das; zunächst übernahm Andreas Böge (Bearbeitung für Folge 7 bis 10), danach Hermann Ebeling (Bearbeitung für Folgen 11 und 12), der auch als Sprecher für Hannibal Smith fungierte; die Regie blieb allerdings bis zur letzten Folge bei Heikedine Körting.

### Episoden-Übersicht
Insgesamt wurden 1990 bis 1991 insgesamt 12 Hörspiele auf MC veröffentlicht, mit einer Länge zwischen 34 und 50 Minuten:
1. The A-Team (1) „Verschollen in Mexiko“ EUROPA MC 490 250-215 (1990)
2. The A-Team (2) „Hoffnung in Barcelona“ EUROPA MC 490 251-215 (1990)
3. The A-Team (3) „Helden vor Gericht“ EUROPA MC 490 252-215 (1990)
4. The A-Team (4) „Es lebe die Revolution“ EUROPA MC 490 253-215 (1990)
5. The A-Team (5) „Ärger im 4. Monat“ EUROPA MC 490 254-215 (1990)
6. The A-Team (6) „Fegefeuer“ EUROPA MC 490 255-215 (1990)
7. The A-Team (7) „Diamantenfieber“ EUROPA MC 490 388-215 (1990)
8. The A-Team (8) „Garbers letzter Fang“ EUROPA MC 490 389-215 (1990)
9. The A-Team (9) „Die Malteser-Kuh“ EUROPA MC 490 390-215 (1990)
10. The A-Team (10) „Auf Sand gebaut“ EUROPA MC 490 391-215 (1990)
11. The A-Team (11) „Schatten im Sonnenparadies“ EUROPA MC 490 427-215 (1991)
12. The A-Team (12) „Die Auferstehung des toten Ingenieurs“ EUROPA MC 490 428-215 (1991)

### Sprecher-Besetzung
Als Hörspiel-Sprecher für die vier Mitglieder des A-Teams fungierten die bei der TV-Serie (RTL-Synchronisation) involvierten Synchronsprecher Hermann Ebeling, Karl Schulz und Florian Krüger-Shantin; allerdings wurde Lt. Templeton Peck für die ersten sechs Hörspielfolgen von Martin Keßler (Pilotfilm, RTL-Synchronisation) gesprochen. Ab Folge 7 „Diamantenfieber“ übernahm diese Sprechrolle allerdings dann Mathias Einert – und somit war das übliche Sprecher-Quartett der RTL-Synchronisation komplett. Wiederkehrende Nebenfiguren wurden hingegen anderweitig besetzt, wie Amy Allen (im Hörspiel gesprochen von Anita Lochner) oder Frankie Santana (gesprochen von Michael Harck). Die Erzähler-Stimme lieferte bei allen Folgen Günther König.

### Besonderheiten/Abweichungen
Die Dialoge wurden im Vergleich zur TV-Serie stellenweise inhaltlich deutlich verändert und gekürzt, auch die Handlung der Folgen wurde teilweise verändert; aufgrund des auditiven Mediums wurden vor allem stark „visuelle“ Szenen mit viel Action verkürzt oder aus der Hörspiel-Handlung herausgelassen. Besonders offensichtlich und umfangreich ist der inhaltliche Eingriff bei der „Court Martial“-Trilogie (TV-Serie Staffel 5, Episoden 1 bis 3): Diese wurde auf zwei Hörspielfolgen verkürzt, wobei „Helden vor Gericht“ ein gänzlich anderes Ende erhielt. Das A-Team wird im Hörspiel direkt nach der Verurteilung auf dem Weg vom Gerichtssaal zum Gefängnistransporter befreit, sodass die Handlung der TV-Folge „Man stirbt nicht zweimal“ in der Hörspiel-Adaption gänzlich entfällt.

## Kinofilm
Die A-Team-Schauspieler – ohne den im Jahr 1994 verstorbenen George Peppard – waren am 18. Mai 2006 im britischen Fernsehen (Channel 4) in einer Show namens Bring back the … A-Team zu sehen, in der sie über ihre A-Team-Zeit sprachen. Produziert und gefilmt wurde im Frühherbst des Jahres 2005. Konzept und Idee der Bring-Back-Show stammen vom extrovertierten Reporter Justin Lee Collins („The JLC“), der sich selbst auch als Fan bezeichnet.
20th Century Fox hat am 3. Juni 2010 eine Kinofassung namens Das A-Team – Der Film in die amerikanischen Kinos gebracht. Der deutsche Kinostart war am 12. August 2010. Joe Carnahan führte Regie. Der Film wurde von Tony und Ridley Scotts „Scott Free Productions“ realisiert. Weitere Produzenten waren Jules Daly und Stephen J. Cannell. Cannell hatte die Originalserie zusammen mit Frank Lupo entwickelt. Das Drehbuch stammt von Skip Woods, Joe Carnahan und Brian Bloom.

## Hintergrundinfos und Trivia
- In den ersten Folgen der Serie sprechen die Protagonisten, meistens jedoch B. A., darüber, dass sie (das A-Team) das „gewisse Etwas“ („the jazz“, „to be on the jazz“) lieben und suchen.

- Mr. Lee ist die bekannteste Verkleidung von Hannibal Smith. Häufig wird er in der Serie erwähnt, jedoch ist er nur im Pilotfilm zu sehen.

- Es wurde häufiger unterstellt, die Hauptcharaktere der Serie seien homosexuell. Diese Behauptung wurde in der Folge Die lieben Nachbarn (4. Staffel) augenzwinkernd aufgegriffen ebenso wie in der Folge Auf Leben und Tod (1. Staffel), in der sich Hannibal Smith als homosexueller Friseur ausgibt.

- In der Folge Kopfgeldjäger (3. Staffel) kommt es für Dwight Schultz (Murdock) zu einer besonderen Begegnung. Murdock verliebt sich auf der Flucht vor den Kopfgeldjägern in die Tierärztin Dr. Kelly Stevens, die von Wendy Fulton gespielt wird. Wendy Fulton ist die Ehefrau von Dwight Schultz.

- Die Darsteller von Hannibal Smith und B. A. Baracus waren vor ihrer Schauspielkarriere tatsächlich amerikanische Soldaten. George Peppard diente im United States Marine Corps[23] und Mr. T im Military Police Corps der U.S. Army.[24]

- In der Folge „Auf Sand gebaut“ und dann auch im Intro sieht man wie bei Face (Dirk Benedict) ein Zylon vorbei läuft. Er zeigt mit dem Finger kurz darauf. Das ist eine Anspielung auf die Serie Kampfstern Galactica, in der Dirk Benedict ebenfalls mitgespielt hat.

## Soundtrack
Im Rahmen der Ausstrahlung der Serie beim Fernsehsender RTL wurde der Soundtrack von 1984 im Jahre 1990 neu aufgelegt.
LP Tracks Side one
1. Theme from The A-Team
2. Young Hannibal
3. B.A.’s Ride
4. The A-Team in New York City
5. Bandits!
6. Taxi Chase
7. The A-Team Escape

LP Tracks Side two
1. The A-Team Prepare for War
2. Showtime!
3. Move, Sucker!
4. Let’s Get Busted
5. Murdock’s “Face”
6. Helicopters
7. More Bandits
8. Theme frome The A-Team

Music composed by Mike Post and Pete Carpenter
Stephen J. Cannel Productions (P) 1984 (C) 1983/1990

## DVDs
- A-Team – Season One (5 DVDs), Universal
- A-Team – Season Two (6 DVDs), Universal
- A-Team – Season Three (7 DVDs), Universal
- A-Team – Season Four (6 DVDs), Universal
- A-Team – Season Five (3 DVDs), Universal
- A-Team – Die komplette Serie  (27 DVDs), Universal